# Chmerek

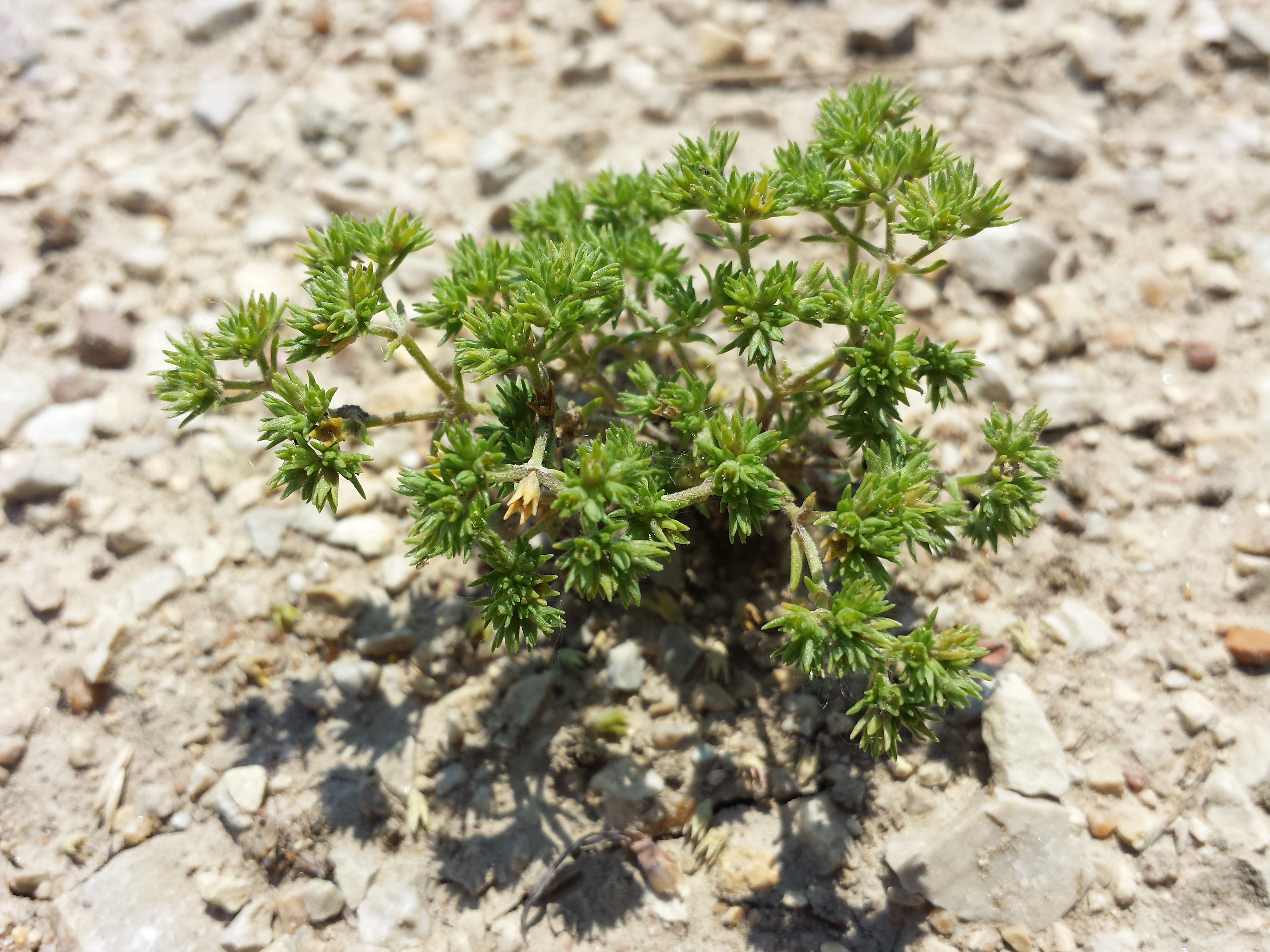
V ČR vymizelý chmerek přeslenitý

Chmerek (Scleranthus) je rod asi 12 druhů, jednoletých až vytrvalých, planě rostoucích bylin nebo nízkých keřů z čeledi hvozdíkovité. Rozšíření rodu je velké, původní je v Evropě, Malé Asii, Africe, Austrálii i na Novém Zélandu a na Nové Guineji, druhotně se dostal do Ameriky.
V České republice vyrůstají tři původní druhy, jednoleté chmerek roční a chmerek mnohoplodý a vytrvalý chmerek vytrvalý. Podle některých autorů je chmerek mnohoplodý považován jen za poddruh chmerku ročního. Rostliny rodu chmerek jsou v české přírodě zařazované mezi plevele.

## Popis
Rostliny jsou jednoleté až vytrvalé, nízké, trsnaté a mají hluboký kořen. Rozvětvené lodyhy, které u vytrvalých druhů vespod dřevnatí, jsou někdy drobně pýřité a porůstají protistojnými, přisedlými listy, které jsou na bázi pochvovitě srostlé. Listy bez palistů jsou čárkovitě kopinaté, celokrajné, na vrcholu ostře špičaté nebo tupé a v jejich paždích často vyrůstají svazečky drobných listů.
Hustá květenství tvořená svazečky nebo klubky drobných, zelenkavých květů vyrůstají z úžlabí listů nebo na koncích rozvětvených lodyh. Přisedlé květy jsou oboupohlavné, mají bylinný listen, nemají však korunu. Vytrvalý, pětičetný kalich je tvořen 2 až 4 mm velkými lístky, někdy se zřetelným bílým lemem, které jsou na bázi srostlé do pohárkovité květní číšky. V květu bývá jedna až deset tyčinek, z nichž jen některé jsou plodné, a na jejich bázi je nektarový disk. Polospodní semeník je z poloviny ponořen do číšky a na vrcholu je protáhlý ve dvě niťovité čnělky s hlavičkovitými bliznami. Květy bývají opylovány drobným hmyzem, včetně mravenců.
Plod je nepukavá nažka s deseti podélnými žebry obalená vytrvalým kalichem, který napomáhá jejich rozšiřování větrem do okolí. Nažka obsahuje obvykle pouze jedno hladké semeno čočkovitého tvaru.

## Taxonomie
Rod je rozdělen do dvou sekcí. Sekce Scleranthus je tvořena druhy euroasijskými i australskými s květy poměrně velkými, přisedlými, s mnoha tyčinkami a sestavenými do bohatých květenství. Sekce Mniarum se skládá z druhů pouze australských, má drobnější květy na stopkách vyrůstající jednotlivě neb v párech a většinou mívají jen po jedné tyčince, tobolky mají delší stopky.

## Galerie

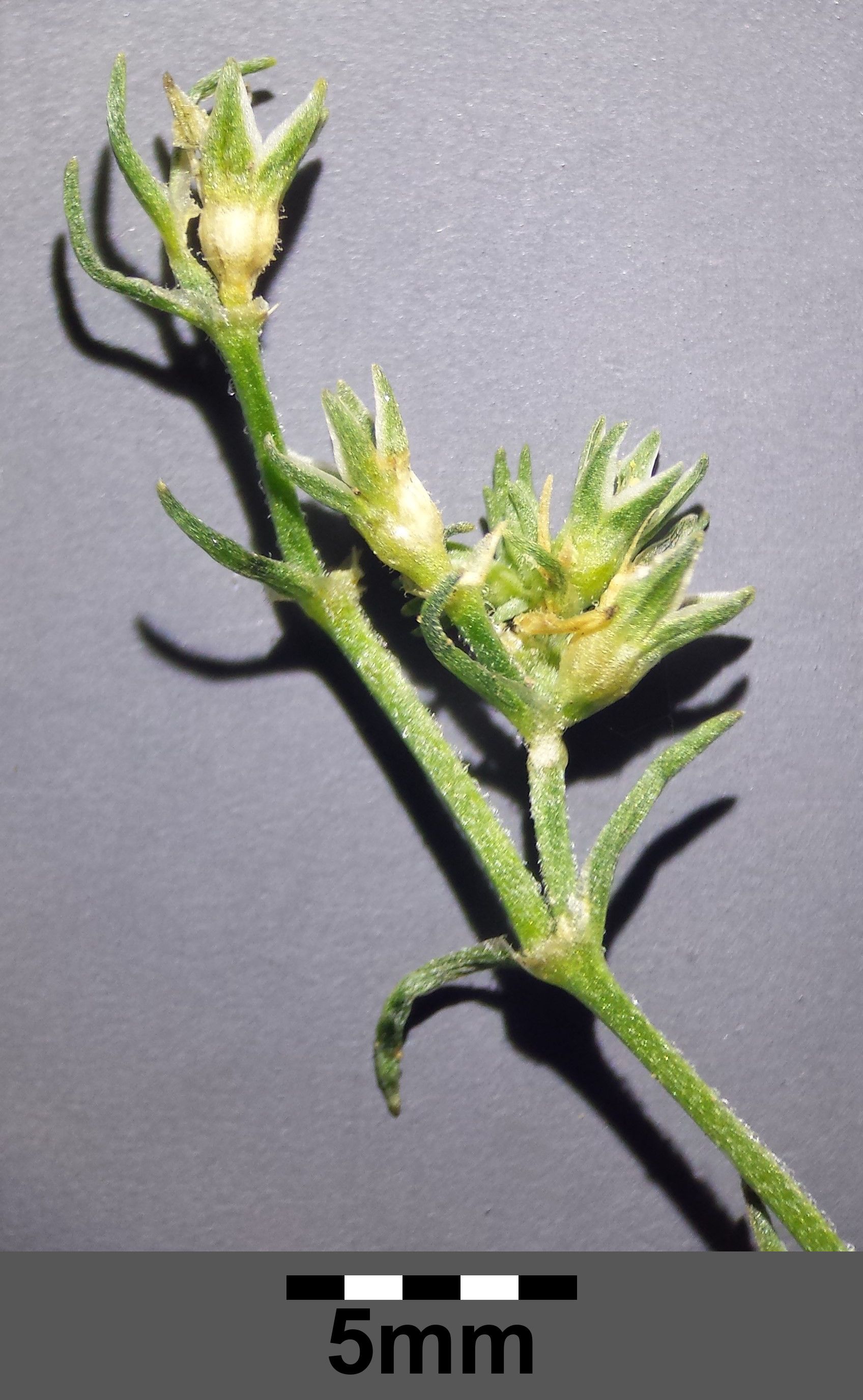
Květenství chmerku ročního
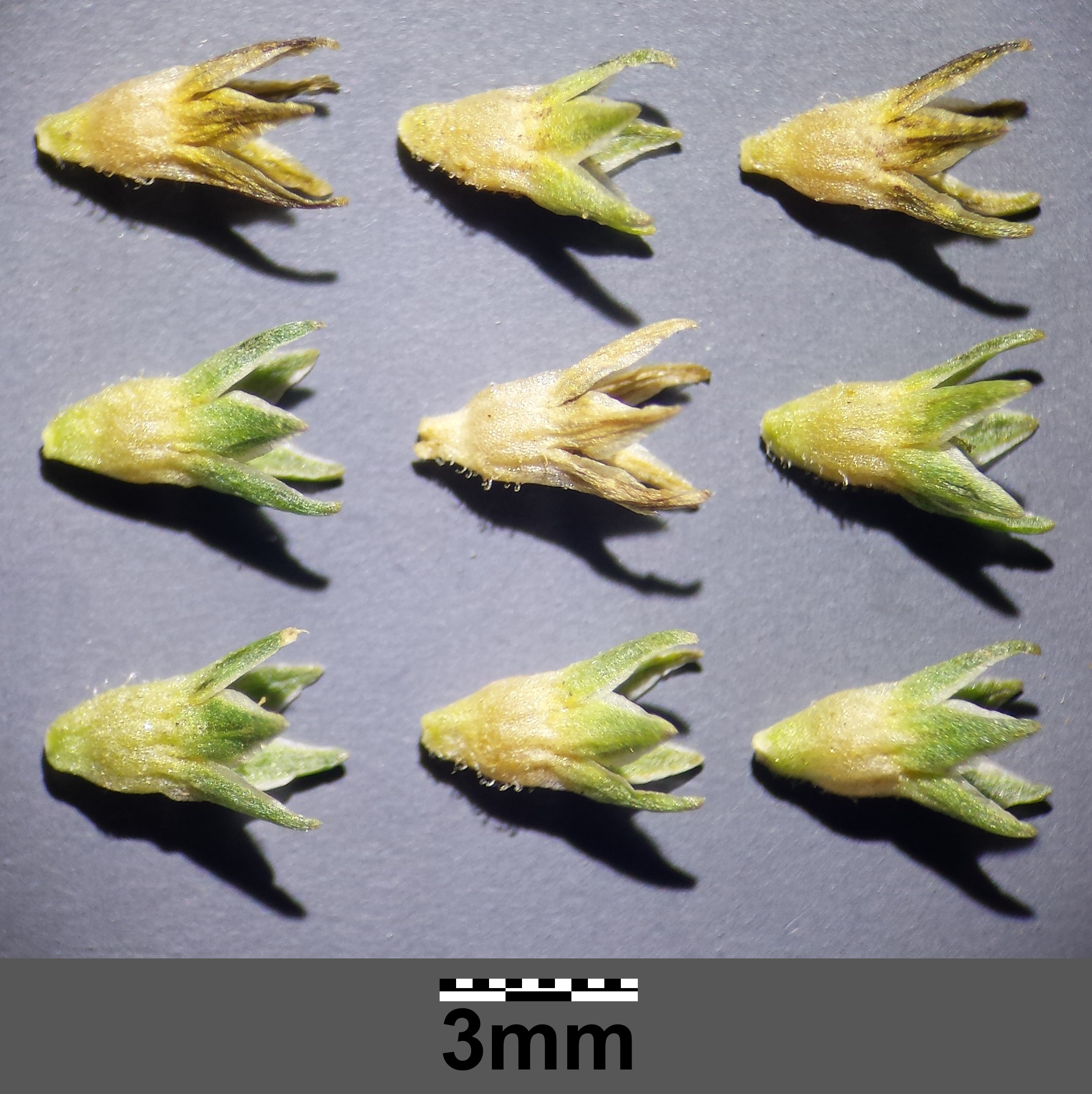
Nažky chmerku ročního
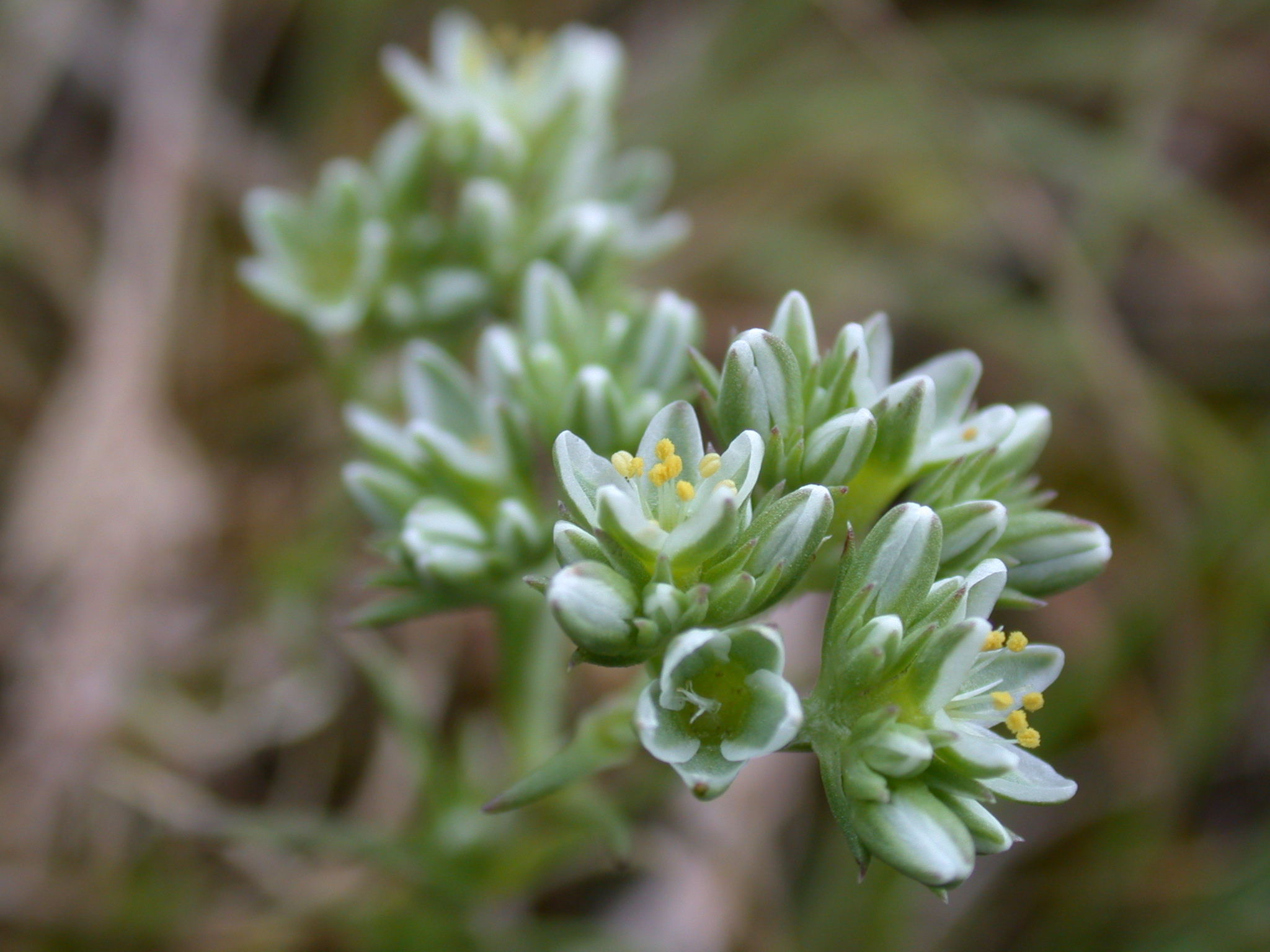
Květy chmerku vytrvalého
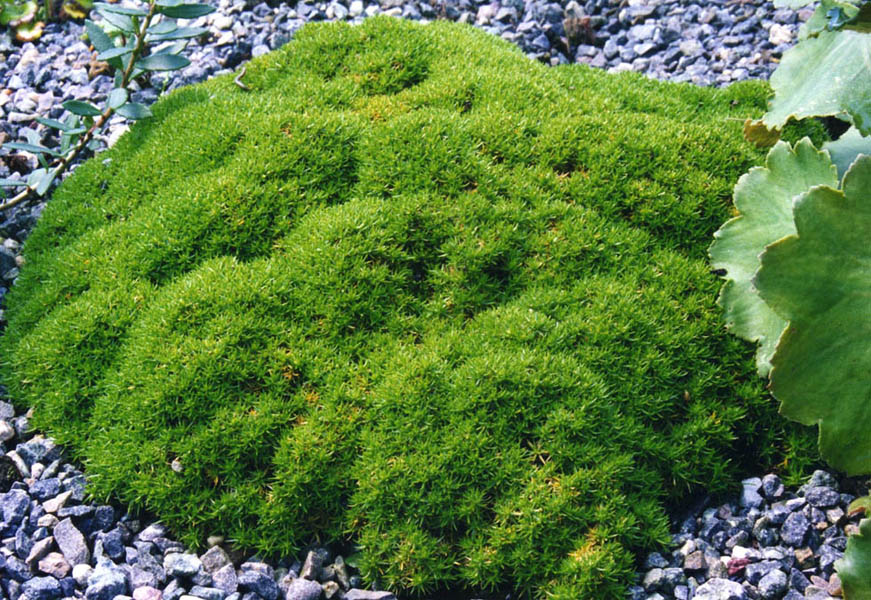
Chmerek jednokvětý